# Alexis Pinturault
Alexis Pinturault (Moûtiers, 20. ožujka 1991.) umirovljeni je francuski alpski skijaš, osvajač olimpijskih medalja u veleslalomu i kombinaciji.
Otac mu je Francuz, a majka Norvežanka te ima dvojno državljanstvo. Bio je dvostruki juniorski prvak u veleslalomu 2009. i 2011. godine. 
Alexis Pinturault debitirao je u Svjetskom kupu u ožujku 2009. u Åreu. Osvojio je svoje prve bodove Svjetskog kupa, gotovo dvije godine kasnije, na super-Gu u Hinterstoderu. Na Svjetskom prvenstvu 2011. godine u Garmisch-Partenkirchenu završio je na sedmom mjestu u slalomu, a na super-Gu nije završio utrku. Nekoliko tjedana nakon Svjetskog prvenstva bio je u Kranjskoj Gori prvi puta na podiju natjecanja Svjetskog kupa. Dana, 21. veljače 2012. godine zaradio je svoju prvu pobjedu u Svjetskome kupu u Moskvi. Pinturault je osvojio mali globus Svjetskoga kupa 2012./'2013. u super kombinaciji.
Godine 2014., Pinturault je prvi put sudjelovao na Olimpijskim igrama. Osvojio je brončanu medalju u veleslalomu. Kasnije te godine ponovno je osvojio mali kristalni globus u super kombinaciji Svjetskog kupa. Završio je na 3. mjestu u ukupnom poretku Svjetskoga kupa. Na Svjetskom prvenstvu 2015. u alpskom skijanju u Vailu/Beaver Creeku osvojio je brončanu medalju u veleslalomu.
Pinturault je ponovno bio najbolji u sezoni 2015./'16. u konačnom poretku super kombinacije Svjetskoga kupa, a ukupno ponovno je završio na 3. mjestu.
Na Zimskim olimpijskim grama u Pjongčangu 2018. godine osvojio je srebro u kombinaciji i broncu u veleslalomu.
Na svoj 30. rođendan pobijedivši u veleslalomu na finalu sezoni 2020./'21. osvojio je i mali kristalni globus u velesalomu te je osigurao i svoj prvi veliki kristalni globus postavši tako prvi francuski skijaš pobjednik u ukupnom poretku Svjetskog kupa nakon 24 godine.